# Baróti Miklós
Baróti Miklós (? – Szeged, 1680. november 5.) Ferences rendi szerzetes, hitszónok.

## Élete
Erdélyi székely származású volt; 1657-ben az Eperjeshez közeli sebesi klastromban a bölcselet lektora, 1662-ben pedig a megváltóról nevezett rendtartomány hitszónoka lett.

## Munkái
- A sz. búcsú méltóságának és hasznainak igaz értelmére vezérlő rövid tanulság. Kassa, 1659